# 3Hz
3Hz(일본어: 株式会社3Hz)는 일본의 애니메이션 제작사이다. 키네마 시트러스의 전 애니메이터들에 의해 설립되었다. 마츠카 요이치로는 2013년 3월 이 제작사를 설립했다. 이 기업은 애니메이션 스태프 크레딧에서 Studio 3Hz로 표기되고 있다.

## 역사
프로덕션 I.G를 거쳐 본즈의 제작 데스크였던 오가사와라 무네키, 연출가 타치바나 마사키, 애니메이터 아라이 코이치와 함께 키네마 시트러스를 설립해 키네마 시트러스에서 이사, 《도쿄 매그니튜드 8.0》, 《.hack//Quantum》, 《CØDE:BREAKER》 등의 프로듀서를 맡은 마츠카 유이치로가 2013년에 설립했다.
첫 원청 작품은 2014년에 방송된 오리지널 애니메이션 《천체의 메소드》.
2024년 6월 17일, 애니메이션 기획·제작 사업을 A-1 Pictures에 양도한 것을 발표했다. 같은 해 10월 개시 예정인 《소드 아트 온라인 얼터너터브: 건 게일 온라인 Ⅱ》은 제작 스튜디오 표기를 Studio 3Hz에서 A-1 Pictures로 변경해 방송된다.

## 작품

### TV 애니메이션
- 천체의 메소드 (2014년)
- 디멘션 W (2016년, 공동 제작: 오렌지)
- 플립 플래퍼즈 (2016년)
- 프린세스 프린서플 (2017년, 공동 제작: 아크타스)
- 소드 아트 온라인 얼터너터브: 건 게일 온라인 (제1기) (2018년)
- 라이플 이즈 뷰티풀 (2019년)
- A3! (2020년, 공동 제작: P.A.WORKS)
- 힐러 걸 (2022년)
- 알바 뛰는 마왕님!! (2023년)
- THE MARGINAL SERVICE (2023년)

### OVA
- 천체의 메소드
- 디멘션 W

### 극장 애니메이션
- 블랙 폭스

### 비디오 게임
- 도쿄 재너두
- 이스 VIII: 라크리모사 오브 다나